# Vrijenban
Vrijenban est une ancienne commune néerlandaise de la Hollande-Méridionale, aujourd'hui quartier de la ville de Delft. Avant de devenir quartier, Vrijenban correspondait à un territoire situé au nord, à l'est et au sud de Delft ; il n'y jamais eu de village du nom de Vrijenban.

## Histoire
Entre 1812 et 1817, la commune a été rattachée à celle de Delft. En 1826, Vrijenban obtient la partie du territoire de la commune de Hof van Delft située à l'est de la Schie et du Delf(t), à l'occasion d'une réorganisation territoriale. Le 1er janvier 1833, la petite commune de Biesland est rattachée à Vrijenban, puis le 1er septembre 1855, c'est le tour des communes d'Abtsregt et d'Ackersdijk en Vrouwenregt de perdre leur indépendance. Vrijenban arrête d'être une commune indépendante le 1er janvier 1921, quand la commune est en grande partie définitivement rattachée à Delft. Une partie échoit alors également à Pijnacker.
Le quartier actuel est d'une superficie inférieure à l'ancienne commune.

## Habitants
En 1840, la commune comptait 88 maisons et 979 habitants, dont :
- village de Delfgauw, partie sud : 20 maisons, 322 habitants,
- Het Koningsveld (faubourg de Delft) : 24 maisons, 278 habitants,
- polder Biesland : 4 maisons, 20 habitants, et
- maisons et fermees dispersées : 40 maisons, 359 habitants.

Le 1er janvier 2004, le quartier comptait 9 289 habitants pour 5 280 logements.